# نوآ کلیگر
نوآ کلیگر (عبری: נח קליגר‎؛ ۳۱ ژوئیهٔ ۱۹۲۶ – ۱۳ دسامبر ۲۰۱۸) روزنامه‌نگار، مدیر اجرایی ورزش اهل اسرائیل بود. وی بین سال‌های ۱۹۴۵ تا ۲۰۱۶ میلادی فعالیت می‌کرد. او یک بازمانده هولوکاست از اردوگاه‌های کار نازی‌ها اردوگاه آشویتس و اردوگاه کار اجباری راونسبروک بود. بعد از جنگ جهانی دوم کلیگر یک روزنامه‌نگار ورزشی در اسرائیل بود، او همچنین رئیس باشگاه بسکتبال مکابی تل‌آویو بود. وی در سال ۲۰۱۰ رئیس فدراسیون بین‌المللی بسکتبال بود. در این سال او جایزه «شایستگی نشان لیاقت» را دریافت کرد و در سال ۲۰۱۲ موفق به کسب جایزه (لژیون دونور)شد. در سال ۲۰۱۵، به خاطر تلاش‌هایش افتخار مشاهیر ورزشی فدراسیون بین‌المللی بسکتبال به او اعطا شد.

## زندگی‌نامه
کلیگر در سال ۱۹۲۶ در استراسبورگ به دنیا آمد. برادر بزرگ‌ترش جاناتان در آلمان به دنیا آمد، اما خانواده آن‌ها بعدها، ابتدا به فرانسه و سپس به بلژیک نقل مکان کردند. پس از آغاز جنگ جهانی دوم، زمانی که بلژیک به دست آلمان‌ها افتاد در طول جنگ جهانی دوم تحت اشغال آلمان نازی درآمد، کلیگر ۱۳ ساله در آنزمان به شکل‌گیری یک سازمان زیرزمینی جوانان کمک کرد. اعضای گروه او پیام‌های والدین و بزرگترها را بین سلول‌های زیرزمینی منتقل می‌کردند و کارشان به دست آوردن کوپن غذایی و توزیع آن بود، آنها همچنین یهودیان بلژیکی را به سوییس قاچاق می‌کردند. به‌طور کلی، کلیگر موفق شد حدود ۲۷۰ یهودی را از سلول‌ها به کشورهای بی‌طرف قاچاق کند. با این حال، وقتی نوبت به خود او رسید در سال ۱۹۴۲ در مرز آلمان دستگیر شد. کلیگر برای مدت زمانی در کمپ ترانزیت میشلین بازداشت شد و متعاقباً در ژانویه ۱۹۴۴ به اردوگاه آشویتس فرستاده شد. در آنجا او سینه‌پهلو کرد و انتظار می‌رفت که به اعدام محکوم شود، اما همان‌طور که کلیگر بعداً به یاد آورد، شخصاً پزشک ارشد یوزف منگله را مورد خطاب قرار داد و موفق شد سایر پزشکانی که او را همراهی می‌کردند قانع کند که هنوز می‌تواند مفید برای کار و استفاده آن‌ها باشد. یکی از پزشکان موافقت کرد و او را به سربازخانه بازگرداند. بعدها در یک شرایط فوق‌العاده کلیگر شانس نجات پیدا کرد، یکی از افسران اس اس که اردوگاه را اداره می‌کرد، یکی از طرفداران مشتاق بوکس بود و تصمیم گرفت که یک تیم مشت‌زنی از زندانیان را تشکیل دهد. کلیگر ۱۶ ساله، علی‌رغم نداشتن تجربه قبلی بوکس، برای پیوستن به این تیم داوطلب شد. سایر اعضای تیم که چنین تجربه‌ای در دنیای قبل از جنگ داشتند بلوف او را خوانده بودند، اما به او کمک کردند تا در تیم بماند و به او اجازه می‌دادند که به آن‌ها صربه بزند. همین باعث شد نوآ و سایر هم‌تیمی‌هایش بهتر از سایر زندانیان غذا بخورند و گاهی هم سوپ افسران نازی را دریافت می‌کردند. آن‌ها همچنین از کار در ساعات بعد از ظهر معاف بودند تا بتوانند آموزش ببینند. از جهات دیگر، آن‌ها هیچ شرایطی بهتر از سایر زندانیان نداشتند و گاهی هم با آنها خشن‌تر رفتار می‌شد تا به آن‌ها نشان دهند که ورزشکار بودن آنه امتیاز ویژه به آنها نیست. در ژانویه ۱۹۴۵هنگامی که ارتش سرخ شروع کردند تا آشویتس را ببندند. همه زندانیان پیاده به آلمان منتقل شدند. پس از گذشت سه روز راهپیمایی مرگ بازماندگان (هولوکاست) از جمله کلیگر، به اردوگاه میتلباو فرستاده شدند. وی در آنجا توانست برای بار دوم با تظاهر به اینکه یک متخصص مکانیک دقیق است، برای تولید موشک به کارخانه زیرزمینی میتلورک فرستاده شد، و بدینوسیله توانست آلمانی‌ها را فریب دهد. در ۴ آوریل، او بار دیگر با بقیه زندانیان به اردوگاه مرگ دیگری فرستاده شد، این بار اردوگاه کار اجباری راونسبروک بود. این راهپیمایی مرگ به سمت راونسبروک ۱۰ روز طول کشید، اما در ۲۹ آوریل کلیگر و دیگر زندانیان راونسبروک توسط ارتش سرخ آزاد شدند.

## حرفه خبرنگاری
پس از بازگشت از اردوگاه‌ها، کلیگر کار خود را به عنوان روزنامه‌نگار آغاز کرد. او به عنوان خبرنگار تحت پوشش دادگاه‌های جنایی نازی در بلژیک، فرانسه و آلمان قرار گرفت. در بلژیک او با پدر و مادرش که از آشویتس جان سالم به در برده بودند؛ پدر او ابراهیم شروع به انتشار یک مجله آلمانی زبان برای یهودیان بلژیکی کرد و نوا مقالات را در این مجله به فرانسه ترجمه کرد.

## شهرت و جوایز
در سال ۲۰۱۰، کلیگر نشان مریت فدراسیون بین‌المللی بسکتبال را دریافت کرد. در سال ۲۰۱۲، او به توصیه مجله لکیپ از طرف نیکلا سارکوزی، رئیس‌جمهور فرانسه، و رئیس حزب جمهوریخواه فرانسه، جایزه ملی لژیون دونور افتخاری را دریافت کرد؛ و در سال ۲۰۱۵ به عنوان نامزد قرار گرفتن در تالار مشاهیر ورزشی کنفدراسیون بین‌المللی بسکتبال معرفی شد.
کلیگر دریافت کننده جایزه شاهکار زندگی را از اتحادیه روزنامه نگاران و در سال ۲۰۰۸جایزه‌ای برای فعالیت‌های ورزشی برجسته و طولانی اش در اسرائیل گرفت و همچنین دکترای افتخاری دانشگاه حیفا در(۲۰۱۵) دریافت کرد. او دریافت کننده مدال افتخاری از شهر استراسبورگ بود. در سال ۲۰۱۶، کلیگر عنوان شهرت رامات گان و عنوان آزادمرد افتخاری را به‌دست آورد. داستان او در برای بقا در اردوگاه‌های کار اجباری در یک فیلم مستند به نام بوکس برای زندگی به تصویر کشیده شده‌است.

## مرگ
کلیگر در تاریخ ۱۳ دسامبر سال ۲۰۱۸ درگذشت، پس از چند سال بیماری ناشی از بیماری قلبی. آخرین نگارش ستون نویسی او در نشریه ایدیوت آرونت در ۱۱ دسامبر منتشر شد و ۸۰ سالگی این روزنامه را به خاطر آورد.